# Serge Santucci
Serge Santucci es un escultor y grabador de medallas contemporáneo francés, nacido el año 1944 en Salernes.

## Datos biográficos

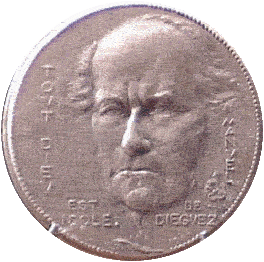
Medalla a Manuel de Dieguez
diciembre de 1987.

Fue alumno de Raymond Corbin, profesor de escultura y grabado de medallas en la école nationale supérieure des beaux-arts de París. 
Premios
El año 1971 obtuvo el Gran Premio de escultura artística en la Casa de Velázquez de Madrid.
Exposiciones
En el año 1973, presentó junto a sus compañeros becarios de la Casa Velázquez, una exposición colectiva en el Museo Provincial. En la muestra hubo esculturas de Pierre-Pascal Aubin y de Santucci.
El 16 de marzo de 1985, se inauguró en la sala de exposiciones "Picasso", del ayuntamiento de Colmenar Viejo una exposición de pinturas de Serge Santucci.

## Obras
Entre las obras destacadas de Serge Santucci se encuentran:
- La medalla dedicada al filósofo Manuel de Dieguez, encargada y editada por la Moneda de París. Diciembre de 1987. Con la inscripción "TOUT DIEU EST IDOLE"
- El Monumento Homenaje a Pleville Le Pelley, también conocido como Le Corsaire, estatua pedestre realizada hacia 2001), en bronce; inscrito en el zócalo de granito, Granville, Manche, France. Georges-René Péville Le Pelley fue un pirata corsario, posteriormente Gobernador del puerto de Marsella, almirante, ministro de la Marina y de las Colonias, senador. Esta obra reemplaza una estatua precedente, desaparecida, de Jean Magrou, que había sido erigida en 1907. 48°50′5″N 1°36′30″O / 48.83472, -1.60833
- la llamada Notre Dame de l'Amitié, estatua en bronce de la Virgen y el Niño que corona la torre de la capilla de Notre-Dame-de-Lignou en Couterne. 48°30′43″N 0°24′54″O / 48.51194, -0.41500

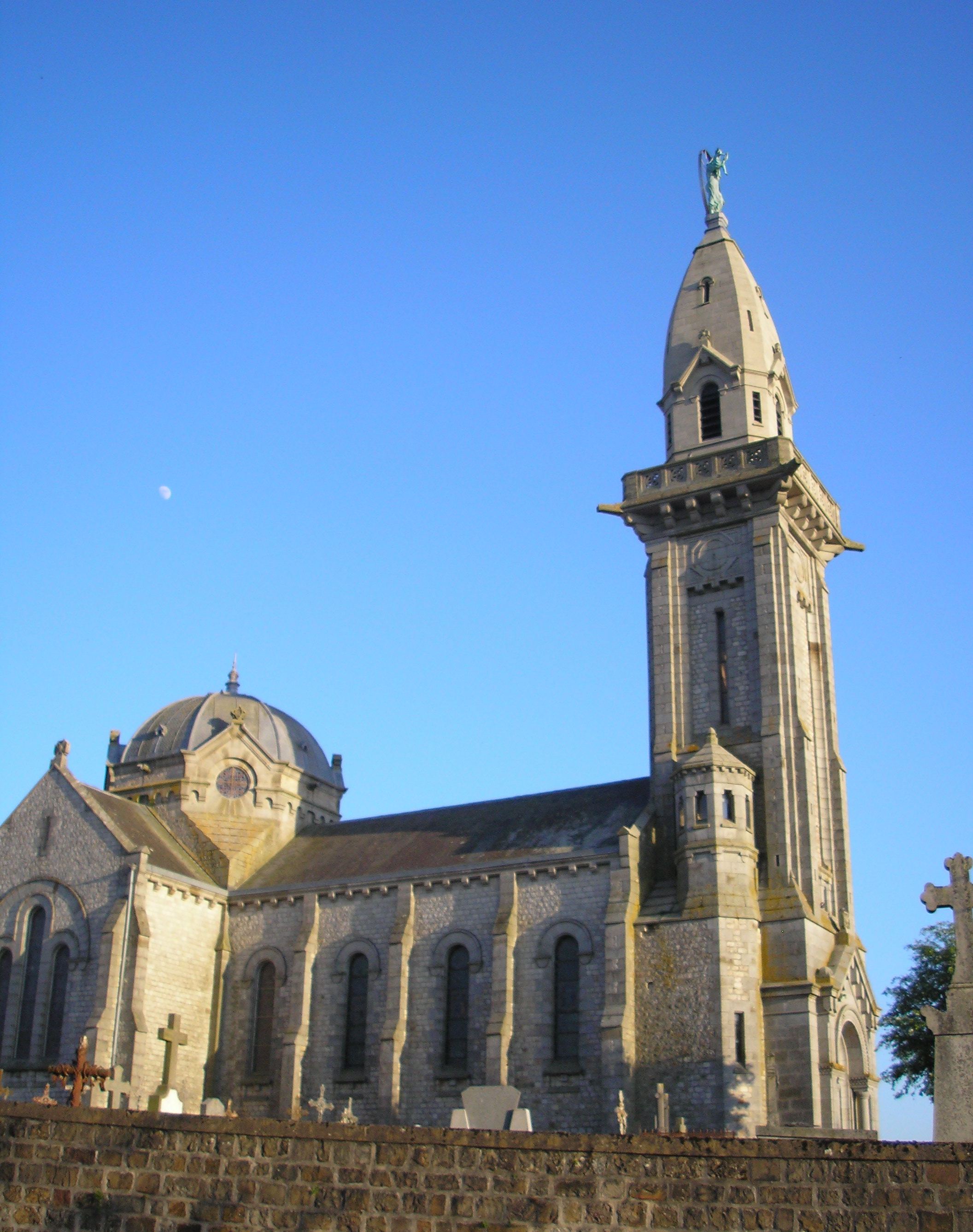
Notre Dame de l'Amitié, Couterne.
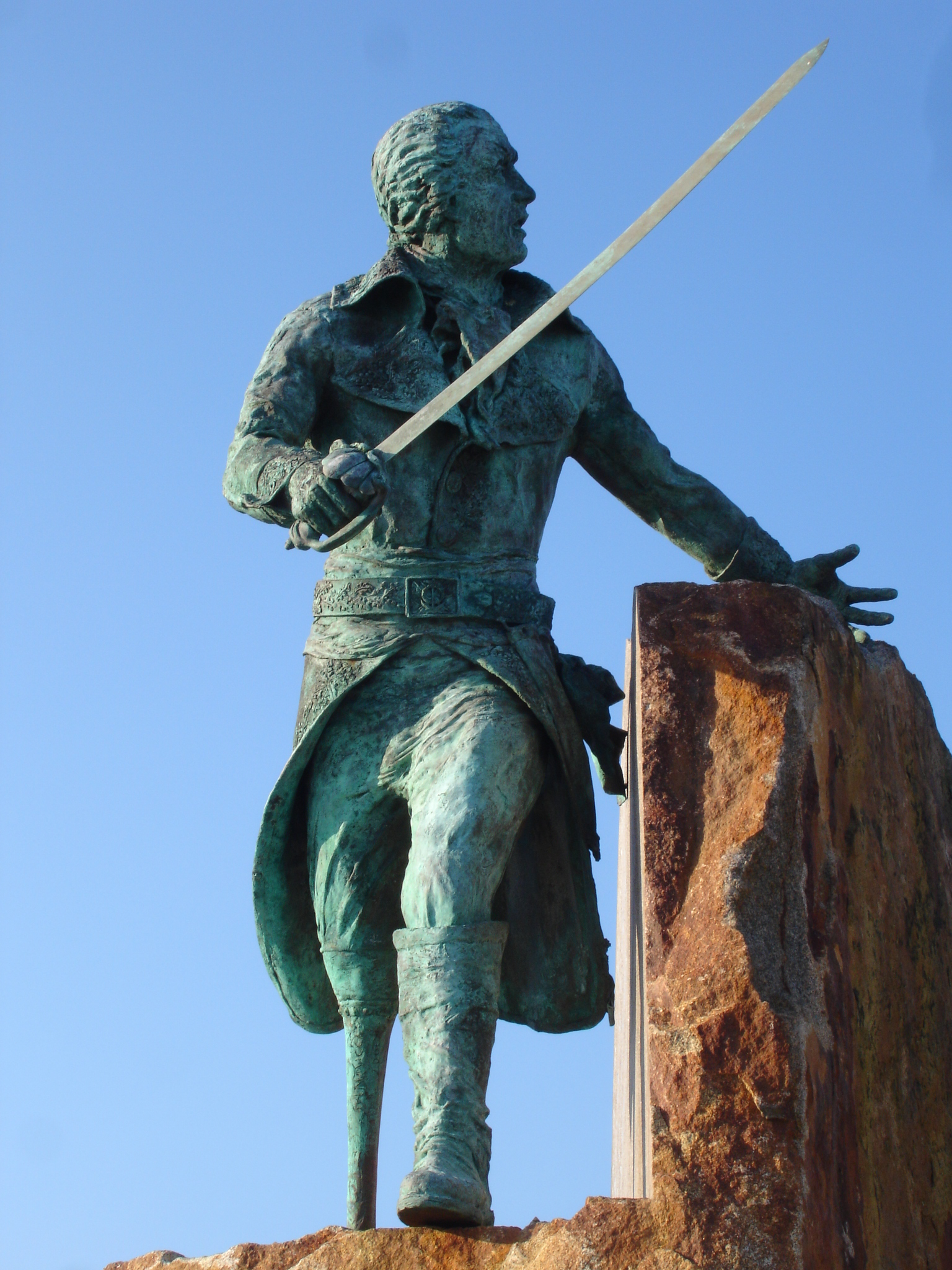
Hommage à Pleville Le Pelley hacia 2001.